# 1965 în științifico-fantastic
- 1964 în științifico-fantastic — 1965 în științifico-fantastic — 1966 în științifico-fantastic

1965 în științifico-fantastic a implicat o serie de evenimente:
- Este realizat episodul-pilot al serialului TV Star Trek: Seria originală, Cușca, dar acesta nu a fost niciodată difuzat la televizor în forma sa completă până în anul 1988.
- Apare romanul Dune  scris de Frank Herbert care a avut numeroase continuări.
- Între 27 – 30 august a avut loc a 23-a convenție Worldcon organizată pentru a doua oară la Londra[1] și denumită Loncon II. Invitatul de onoare a fost Brian Aldiss[2][3]

## Nașteri și decese

### Nașteri
- Dan Abnett
- Michael Bay
- Gary Gibson
- Simon Ings
- Antje Ippensen
- Heidrun Jänchen
- James Lovegrove
- Michael Marrak
- Gunter Martell (pseudonimul lui Kurt Becker)
- Richard Morgan
- Rupert Morgan
- Theodor Rhys
- Hermann Ritter
- Adam Roberts
- Matt Ruff
- Rüdiger Schäfer
- Christel Scheja
- Michael Marshall Smith
- Peter Telep
- Toni Weisskopf

## Decese
- Maurice Ascher (n. 1873)
- Eugene Burdick (n. 1918)
- Wilhelm Lamszus (n. 1881)
- Sydney Fowler Wright (n. 1874)
- Hermann Wolfgang Zahn (n. 1879)

## Cărți

### Romane
- Cele trei stigmate ale lui Palmer Eldritch de Philip K. Dick
- Coridoarele timpului  de Poul Anderson
- Dune  de Frank Herbert
- Doando  de Romulus Bărbulescu și George Anania
- Kane of Old Mars de Michael Moorcock
- Lunea începe sâmbăta de Arkadi și Boris Strugațki
- Orașul ca un joc de șah  de John Brunner
- Răbdarea timpului  de de John Brunner
- Star of Danger de Marion Zimmer Bradley
- The Altar at Asconel  de John Brunner
- The Maker of Universes  de Philip José Farmer. Este primul roman din seria de romane World of Tiers (1965–93)

### Colecții de povestiri
- Ciberiada de Stanislas Lem
- Iarna bărbaților de Ștefan Bănulescu, volum de nuvele fantastice, Editura pentru Literatură

### Povestiri
- „Calling Dr. Clockwork” de Ron Goulart
- „"Repent, Harlequin!" Said the Ticktockman” - „„Căiește-te Arlechin!” spuse domnul Tic-Tac” de Harlan Ellison
- „The Masculinist Revolt” de William Tenn
- „Toki o Kakeru Shōjo” („Fata care a mers prin timp”) de Yasutaka Tsutsui
- „Formați „F” de la „Frankenstein”” de Arthur C. Clarke
- „Maelstrom II” de Arthur C. Clarke
- „Ultimul ordin” de Arthur C. Clarke

## Filme
| Titlu                                             | Regizor                                              | Distribuție                                               | Țara                                                                               | Sub-Gen /Note |
| ------------------------------------------------- | ---------------------------------------------------- | --------------------------------------------------------- | ---------------------------------------------------------------------------------- | ------------- |
| The 10th Victim                                   | Elio Petri                                           | Marcello Mastroianni, Ursula Andress, Elsa Martinelli     | Italia · Franța                                                                    |               |
| Alphaville, une étrange aventure de Lemmy Caution | Jean-Luc Godard                                      | Eddie Constantine, Anna Karina, Akim Tamiroff             | Franța · Italia                                                                    |               |
| Crack in the World                                | Andrew Marton                                        | Dana Andrews, Janette Scott, Kieron Moore, Alexander Knox | Statele Unite ale Americii                                                         |               |
| Dr. Goldfoot and the Bikini Machine               | Norman Taurog                                        | Vincent Price, Frankie Avalon, Dwayne Hickman             | Statele Unite ale Americii                                                         |               |
| Dr. Who and the Daleks                            | Gordon Flemyng                                       | Peter Cushing, Roy Castle, Jennie Linden                  | Regatul Unit al Marii Britanii și al Irlandei de Nord                              |               |
| The Eye Creatures                                 | Larry Buchanan                                       | John Ashley, Chet Davis, Warren Hammack                   | Statele Unite ale Americii                                                         |               |
| Frankenstein Conquers the World                   | Ishirō Honda                                         | Nick Adams, Tadao Takashima, Kumi Mizuno                  | Japonia                                                                            |               |
| Frankenstein Meets the Space Monster              | Robert Gaffney                                       | James Karen, Marilyn Hanold, Lou Cutell, Robert Reilly    | Statele Unite ale Americii                                                         |               |
| Gamera                                            | Noriaki Yuasa                                        | Eiji Funakoshi, Harumi Kiritachi                          | Japonia                                                                            |               |
| The Human Duplicators                             | Hugo Grimaldi                                        | Richard Kiel, George Macready                             | Statele Unite ale Americii                                                         |               |
| Invasion                                          | Alan Bridges                                         | Edward Judd                                               | Regatul Unit al Marii Britanii și al Irlandei de Nord                              |               |
| Invasion of Astro-Monster                         | Ishirō Honda                                         | Nick Adams, Jun Tazaki, Akira Takarada                    | Japonia · Statele Unite ale Americii                                               |               |
| It Happened Here                                  | Andrew Mollo, Kevin Brownlow                         | Pauline Murray, Sebastian Shaw, Nicolette Bernard         | Regatul Unit al Marii Britanii și al Irlandei de Nord                              |               |
| Monster a Go-Go!                                  | Sheldon Seymour, Herschell Gordon Lewis, Bill Rebane | Bill Rebane, June Travis                                  | Statele Unite ale Americii                                                         |               |
| Night Caller from Outer Space                     | John Gilling                                         | John Saxon, Alfred Burke                                  | Regatul Unit al Marii Britanii și al Irlandei de Nord                              |               |
| Planet of the Vampires                            | Mario Bava                                           | Barry Sullivan, Norma Bengell, Angel Aranda               | Italia · Spania                                                                    |               |
| Space Monster                                     | Leonard Katzman                                      | Francine York, James Brown, Russ Bender                   | Statele Unite ale Americii                                                         | [ 4 ]         |
| Star Pilot                                        | Pietro Francisci                                     | Leonora Ruffo                                             | Italia                                                                             |               |
| Village of the Giants                             | Bert I. Gordon                                       | Tommy Kirk, Johnny Crawford, Beau Bridges                 | Statele Unite ale Americii                                                         |               |
| Voyage to the Prehistoric Planet                  | Pavel Klushantsev, Curtis Harrington                 | Basil Rathbone, Faith Domergue, Marc Shannon              | Statele Unite ale Americii                                                         |               |
| War Gods of the Deep                              | Jacques Tourneur                                     | Vincent Price, Tab Hunter, Susan Hart                     | Statele Unite ale Americii · Regatul Unit al Marii Britanii și al Irlandei de Nord |               |
| Wild, Wild Planet                                 | Antonio Margheriti                                   | Tony Russel, Lisa Gastoni, Massimo Serato                 | Italia                                                                             |               |

## Seriale TV
- The Magic Boomerang, 1965–1966
- Thunderbirds,  1965–1966
- Lost in Space, 1965–1968
- The Wild Wild West, 1965–1968
- Out of the Unknown, 1965–1971

## Premii

### Premiul Hugo
Premiile Hugo decernate la Worldcon pentru cele mai bune lucrări apărute în anul precedent:
- Premiul Hugo pentru cel mai bun roman:[7] The Wanderer de Fritz Leiber
- Premiul Hugo pentru cea mai bună povestire:  "Soldier, Ask Not" de Gordon R. Dickson
- Premiul Hugo pentru cea mai bună prezentare dramatică:  Dr. Strangelove
- Premiul Hugo pentru cea mai bună revistă profesionistă:  Analog
- Premiul Hugo pentru cel mai bun fanzin: Yandro editat de Robert și Juanita Coulson

### Premiul Nebula
Premiile Nebula acordate de Science Fiction and Fantasy Writers of America pentru cele mai bune lucrări apărute în anul precedent:
- Premiul Nebula pentru cel mai bun roman:[8] Dune de Frank Herbert
- Premiul Nebula pentru cea mai bună nuvelă: The Saliva Tree de Brian W. Aldiss și He Who Shapes de Roger Zelazny